# 55 Cancri f
55 Cancri f, o Harriot, è un pianeta extrasolare in un'orbita eccentrica attorno alla stella 55 Cancri; il periodo di rivoluzione è di 260 giorni terrestri, e la sua massa è paragonabile a quella di Saturno. È il quarto pianeta in ordine di distanza dalla sua stella.

## Scoperta
La scoperta del pianeta fu oggetto di discussione in un incontro dell'American Astronomical Society nell'aprile 2005, mentre il comunicato ufficiale della scoperta fu dato soltanto due anni e mezzo dopo, nel novembre 2007. Diversamente dalla gran parte dei pianeti extrasolari conosciuti, questo fu scoperto tramite una revisione dei dati forniti dall'analisi della velocità radiale della stella (attraverso lo studio dell'Effetto Doppler).

## Caratteristiche

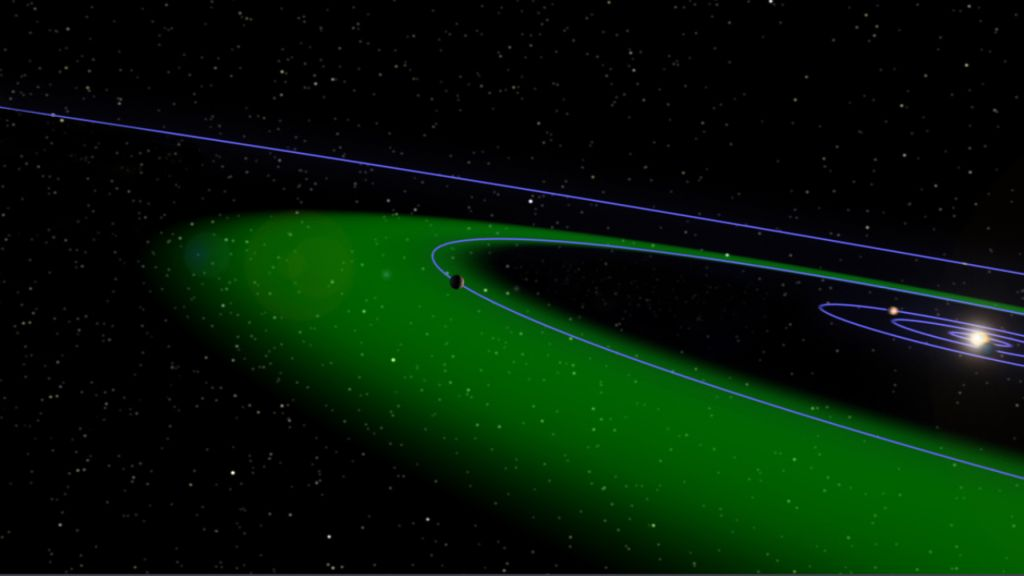
55 Cancri f è situato all'interno della zona abitabile, in verde nell'immagine.

55 Cancri f si trova ad una distanza dalla propria stella di 0,781 UA e compie un'orbita attorno ad essa in 260 giorni. Essendo stato scoperto con il metodo della velocità radiale è possibile conoscere solo la massa minima del pianeta, in quanto è sconosciuta l'inclinazione orbitale. La massa minima è circa la metà di quella di Saturno, si presume pertanto che il pianeta sia un gigante gassoso, privo di una superficie solida. Osservazioni astrometriche effettuate mediante il telescopio spaziale Hubble indicano che 55 Cancri d ha un'inclinazione di 53° rispetto al piano del cielo, mentre l'inclinazione dei pianeti più interni b e e è di 85°. Tuttavia, l'inclinazione di 55 Cancri f rimane sconosciuta.
La sua orbita è posizionata nella cosiddetta zona abitabile, ossia in una fascia in cui può esistere acqua allo stato liquido, la quale potrebbe esistere su una sua ipotetica luna. L'eccentricità orbitale, basandosi su un modello kepleriano è stata stimata da 0 a 0,4, si è assunto quindi un valore di e=0,2. Usando però un modello newtoniano che tiene in considerazione l'interazione con gli altri pianeti, il risultato dà come risultato 0,0002, vale a dire un'orbita pressoché circolare.
Se il pianeta rispecchia, in parte, le caratteristiche di Saturno per quanto riguarda massa e raggio, la gravità alla sommità delle nubi sarebbe molto simile a quella terrestre, mentre una luna orbitante attorno al gigante gassoso con la stessa albedo della Terra avrebbe una temperatura d'equilibrio in superficie, che non tiene conto dell'effetto serra generato da un'eventuale atmosfera, di 252 K, anch'essa molto simile alla temperatura d'equilibrio della Terra.